# Remich
Remich (luxemburgisch Réimechⓘ) ist eine Stadt und eine Gemeinde im Großherzogtum Luxemburg sowie Hauptort des gleichnamigen Kantons Remich.

## Geografie
Remich liegt am westlichen Ufer der Mosel, die hier die Staatsgrenze zu Deutschland bildet. Das Dreiländereck Deutschland/Frankreich/Luxemburg (Schengen) liegt etwa 10 km südlich. Die weiteren Nachbargemeinden sind: im Westen Bous, im Norden Stadtbredimus und auf der deutschen Seite die Gemeinde Nennig.

## Geschichte
Das antike Remacum der Römerzeit war eine kleine Ansiedlung von Fischern und Schiffern. Es wurde im Lauf der Jahrhunderte von den jeweiligen Eroberern der Moselregion mehrmals in Schutt und Asche gelegt, was den Bau der Schutzwälle erforderlich machte, deren Spuren man noch immer erkennen kann.
Erstmals urkundlich erwähnt wird „Remacum“ 768 in einem Güterverzeichnis des Hochstifts Trier (Wampach, Urkunden- und Quellenbuch ... Nr. 028).
Am 11. April 882 stellte sich in der Schlacht bei Remich ein kleines Aufgebot, angeführt von den Bischöfen Wala von Metz und Bertolf von Trier sowie von dem Metzer Grafen Adalhard II., den Wikingern entgegen, die nach der Einnahme und Plünderung von Trier auf Metz vorstoßen wollten (Ann.Fuld. Nr. 882 = Reginonis Chronicon 882).
Im „Prümer Urbar“, einem Besitzverzeichnis des Klosters Prüm in der Eifel, ist für das Jahr 893 Landbesitz (1 Manse) „in Remeghe“ angegeben (MRhUB, 135, 033).

## Remich heute
Heute ist Remich – an der Europastraße 29 zwischen Saarbrücken und Luxemburg gelegen – eine kleine, blühende Touristenstadt sowie – als Kantonshauptstadt – Verwaltungs- und Einkaufszentrum des gleichnamigen Kantons. Vor allem aber ist Remich das Zentrum des luxemburgischen Weinbaus mit dem Sitz des Institut Viti-Vinicole und der Marque nationale für Luxemburgs Weine.
Das Panorama der Stadt wird von Weingärten und dichten Wäldern bestimmt, die Remich wie ein Amphitheater umgeben.
Die katholische Kirche St. Stephan von 1817 mit spätbarocker Fassade und einem romanischen Kirchturm aus dem 12. Jahrhundert ist als nationales Kulturgut denkmalgeschützt. Die Glasfenster stammen zum größten Teil aus dem 20. Jahrhundert. Die heutige Orgel wurde 1958 von der Orgelmanufaktur Haupt aus Lintgen gebaut. Sie hat 39 Register auf drei Manualen und Pedal.
Am Ufer der Mosel lädt eine drei Kilometer lange Promenade dazu ein, die zahlreich vorüberfahrenden Lastkähne und Jachten zu beobachten. Dort steht auch der Bacchus-Brunnen des luxemburgischen Künstlers Wil Lofy.
An Aschermittwoch wird ein besonderer Brauch begangen: Mit dem Verbrennen einer Strohpuppe auf der Moselbrücke wird die Fastnacht beendet. Nach dem ursprünglichen Brauch sollen die Flammen die bösen Geister der Winterzeit vertreiben und den Frühling willkommen heißen. Die Strohpuppe heißt „Stréimännchen“; in Schaltjahren wird ein „Stréifrächen“ (Strohfrauchen) verbrannt.

## Einwohnerentwicklung
| Remich: Einwohnerzahlen von 1821 bis 2024                                         | Remich: Einwohnerzahlen von 1821 bis 2024 | Remich: Einwohnerzahlen von 1821 bis 2024 | Remich: Einwohnerzahlen von 1821 bis 2024 | Remich: Einwohnerzahlen von 1821 bis 2024 |
| --------------------------------------------------------------------------------- | ----------------------------------------- | ----------------------------------------- | ----------------------------------------- | ----------------------------------------- |
| Jahr                                                                              |                                           |                                           |                                           | Einwohner                                 |
| 1821                                                                              | 1821                                      |                                           | 1.742                                     | 1.742                                     |
| 1871                                                                              | 1871                                      |                                           | 2.251                                     | 2.251                                     |
| 1910                                                                              | 1910                                      |                                           | 1.858                                     | 1.858                                     |
| 1922                                                                              | 1922                                      |                                           | 1.747                                     | 1.747                                     |
| 1935                                                                              | 1935                                      |                                           | 1.770                                     | 1.770                                     |
| 1947                                                                              | 1947                                      |                                           | 1.716                                     | 1.716                                     |
| 1960                                                                              | 1960                                      |                                           | 1.801                                     | 1.801                                     |
| 1970                                                                              | 1970                                      |                                           | 2.138                                     | 2.138                                     |
| 1981                                                                              | 1981                                      |                                           | 2.376                                     | 2.376                                     |
| 1991                                                                              | 1991                                      |                                           | 2.536                                     | 2.536                                     |
| 2001                                                                              | 2001                                      |                                           | 2.883                                     | 2.883                                     |
| 2011                                                                              | 2011                                      |                                           | 3.345                                     | 3.345                                     |
| 2021                                                                              | 2021                                      |                                           | 3.787                                     | 3.787                                     |
| 2024                                                                              | 2024                                      |                                           | 4.101                                     | 4.101                                     |
| Quelle(n): Institut national de la statistique et des études économiques (STATEC) |                                           |                                           |                                           |                                           |

## Politik

### Gemeinderat
Die Gemeinde Remich wird von einer Koalition aus der liberalen DP und der christlich-konservativen CSV regiert.
Zur Kommunalwahl 2023 traten fünf Parteilisten an, wovon alle fünf den Einzug in den Gemeinderat schafften.
| Partei                                             | Sitze: 11 | Stimmenanteil | Stimmenanteil |
| -------------------------------------------------- | --------- | ------------- | --- |
| Demokratesch Partei (DP)                           | 4         | 34,58 %       | Gemeinderatswahl Remich 2023 %403020100 34,58 % (+5,58 %p)22,36 % (−4,04 %p)17,08 % (−3,34 %p)14,65 % (+0,65 %p)11,32 % (+1,14 %p) DPCSVGréngPirateLSAP20182023 |
| Chrëschtlech-Sozial Vollekspartei (CSV)            | 3         | 22,36 %       | Gemeinderatswahl Remich 2023 %403020100 34,58 % (+5,58 %p)22,36 % (−4,04 %p)17,08 % (−3,34 %p)14,65 % (+0,65 %p)11,32 % (+1,14 %p) DPCSVGréngPirateLSAP20182023 |
| Déi Greng                                          | 2         | 17,08 %       | Gemeinderatswahl Remich 2023 %403020100 34,58 % (+5,58 %p)22,36 % (−4,04 %p)17,08 % (−3,34 %p)14,65 % (+0,65 %p)11,32 % (+1,14 %p) DPCSVGréngPirateLSAP20182023 |
| Piratepartei                                       | 1         | 14,65 %       | Gemeinderatswahl Remich 2023 %403020100 34,58 % (+5,58 %p)22,36 % (−4,04 %p)17,08 % (−3,34 %p)14,65 % (+0,65 %p)11,32 % (+1,14 %p) DPCSVGréngPirateLSAP20182023 |
| Lëtzebeurger Sozialistesch Aarbechterpartei (LSAP) | 1         | 11,32 %       | Gemeinderatswahl Remich 2023 %403020100 34,58 % (+5,58 %p)22,36 % (−4,04 %p)17,08 % (−3,34 %p)14,65 % (+0,65 %p)11,32 % (+1,14 %p) DPCSVGréngPirateLSAP20182023 |

Bei der Kommunalwahl am 8. Oktober 2017 errang die Liste der CSV mit 26,40 Prozent der abgegebenen Stimmen drei Mandate, die Grünen mit 20,42 Prozent zwei Mandate, die DP mit 29,00 Prozent vier Mandate, die LSAP mit 10,18 Prozent ein Mandat und die Piraten mit 14,00 Prozent ein Mandat. Die Amtszeit des Gemeinderats beträgt sechs Jahre; sie endet für die derzeitige Legislaturperiode Ende 2023.

### Kommunalverbände
Die Gemeinde ist Mitglied folgender Kommunalverbände: SIAER, SICEC, SIGI, SIGRE, SIDERE, SYVICOL.

### Gemeindepartnerschaft
Seit 2005 ist Bessan im Süden Frankreichs Partnergemeinde von Remich.

## Söhne und Töchter der Stadt
- Remigius Winckel (1604–1654), Benediktinerabt

## Bilder

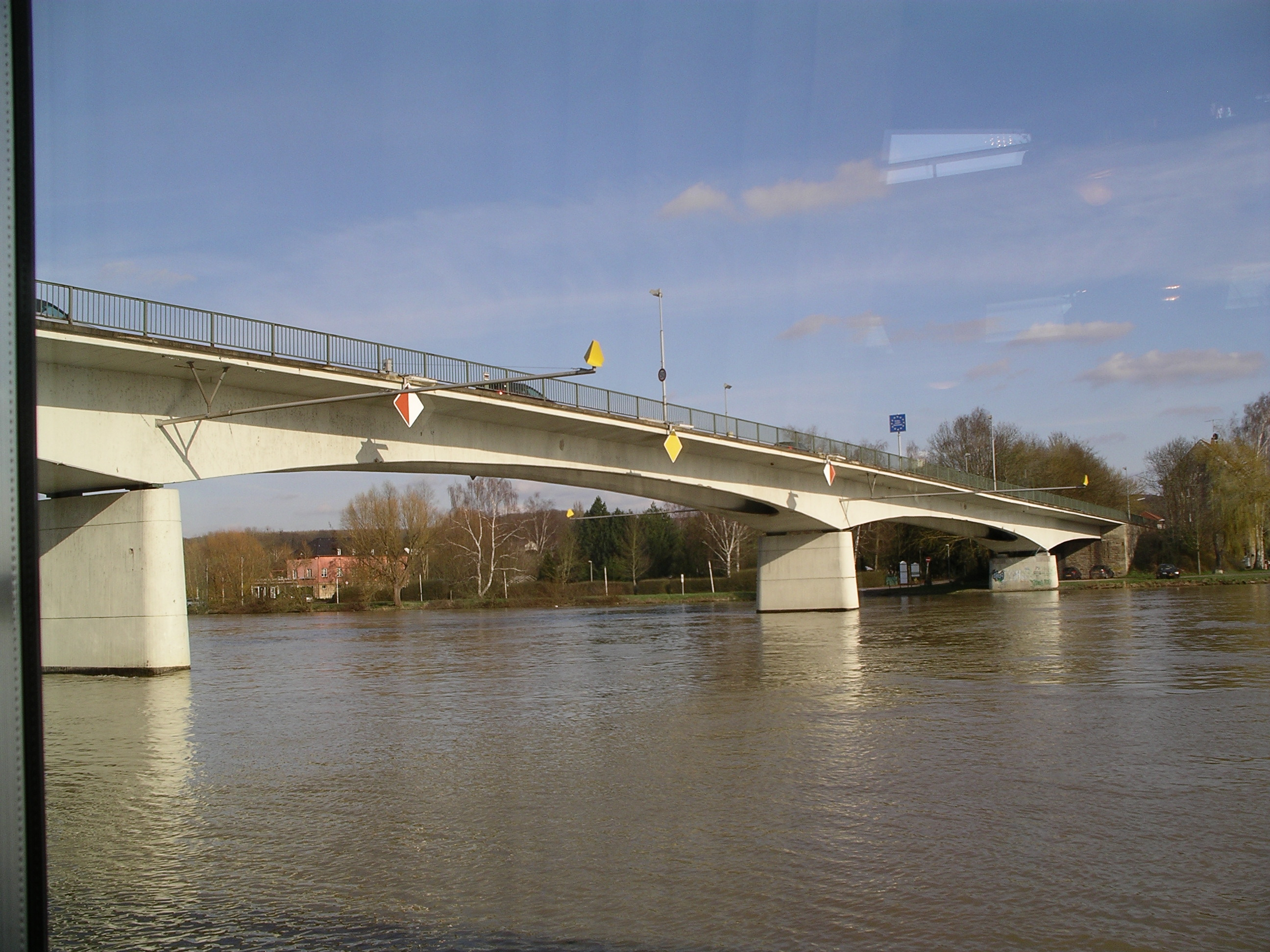
Brücke zwischen Remich (L) und Nennig (D)
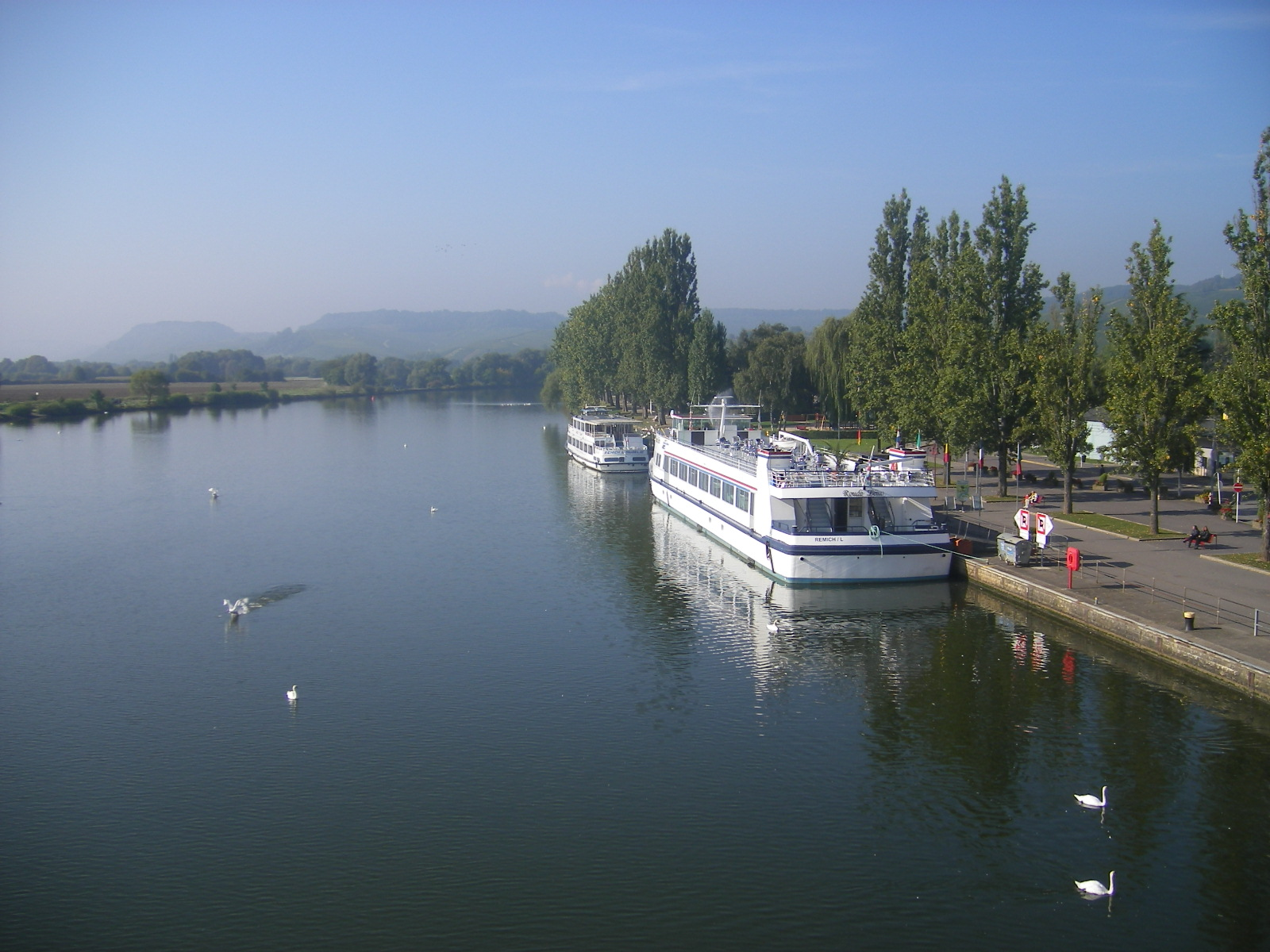
Mosel bei Remich
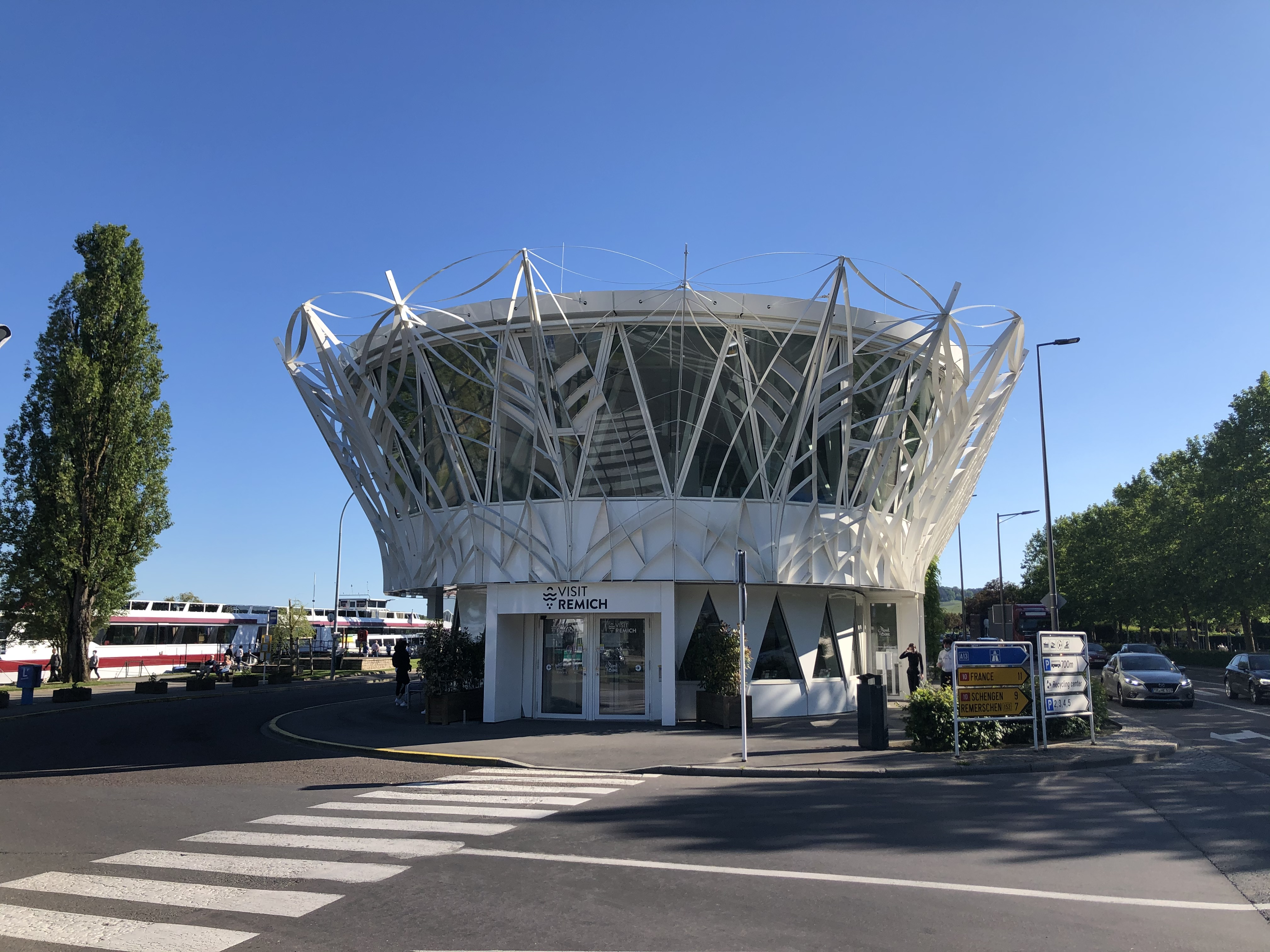
Neue Touristeninfo an der Mosel
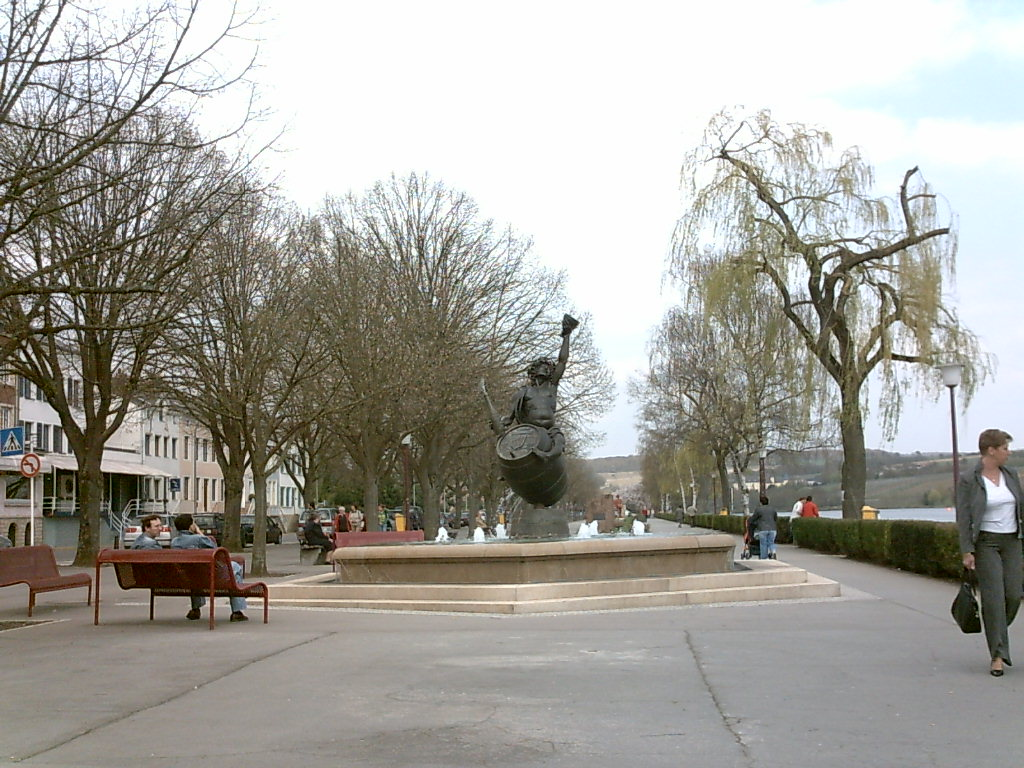
Uferpromenade mit sich drehender Brunnenfigur
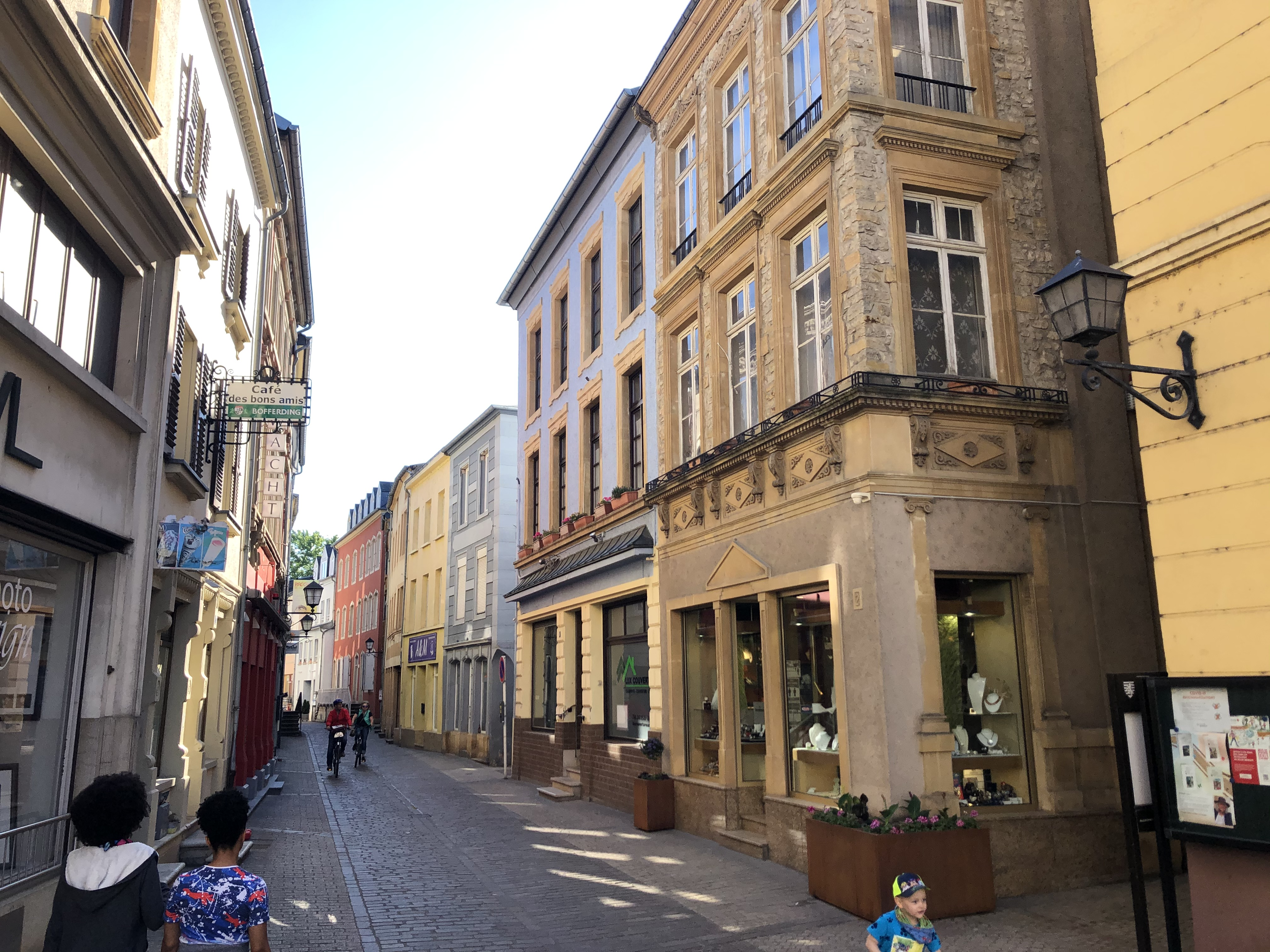
Hauptstraße
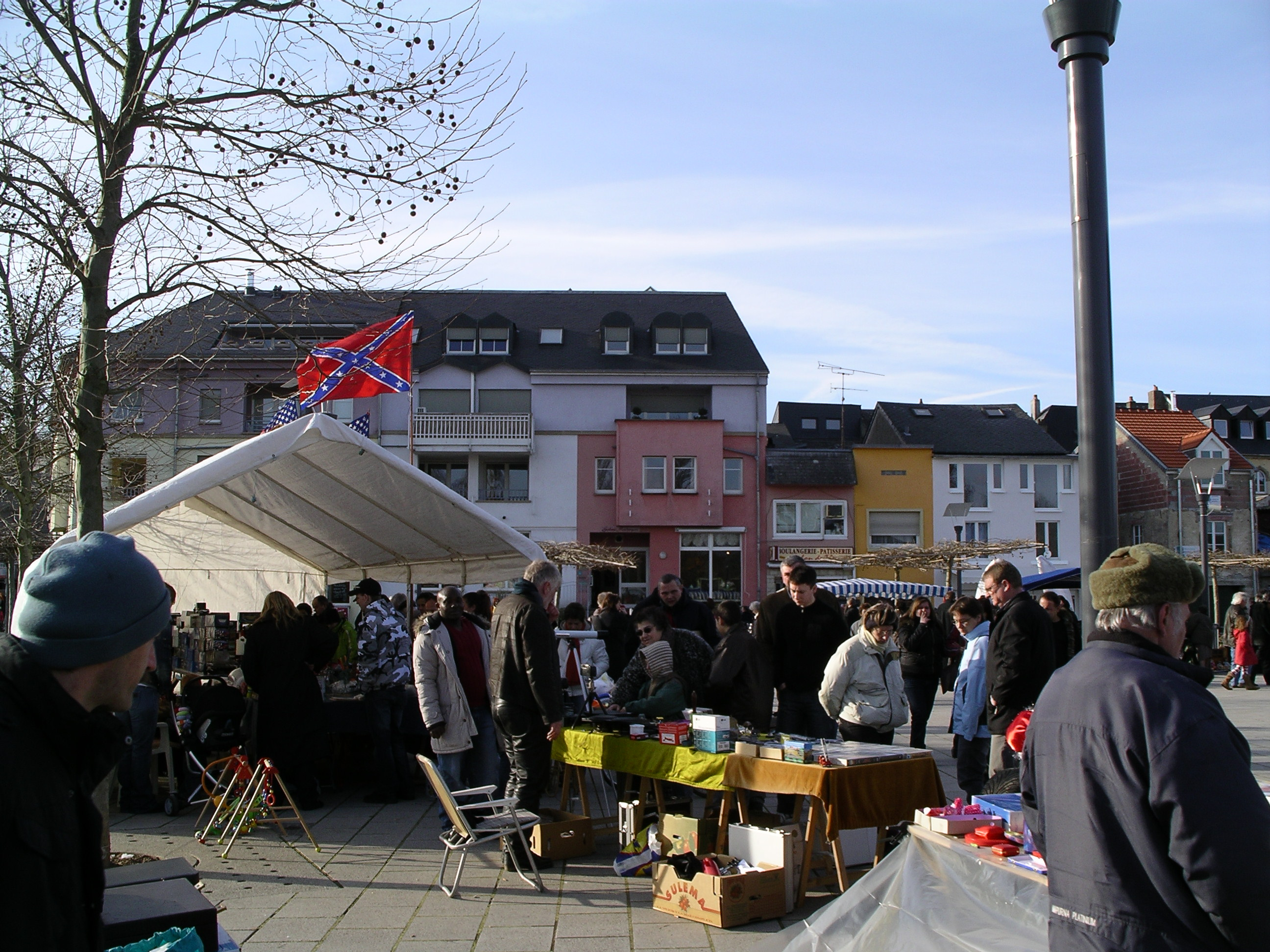
Trödelmarkt auf dem Platz am Moselufer
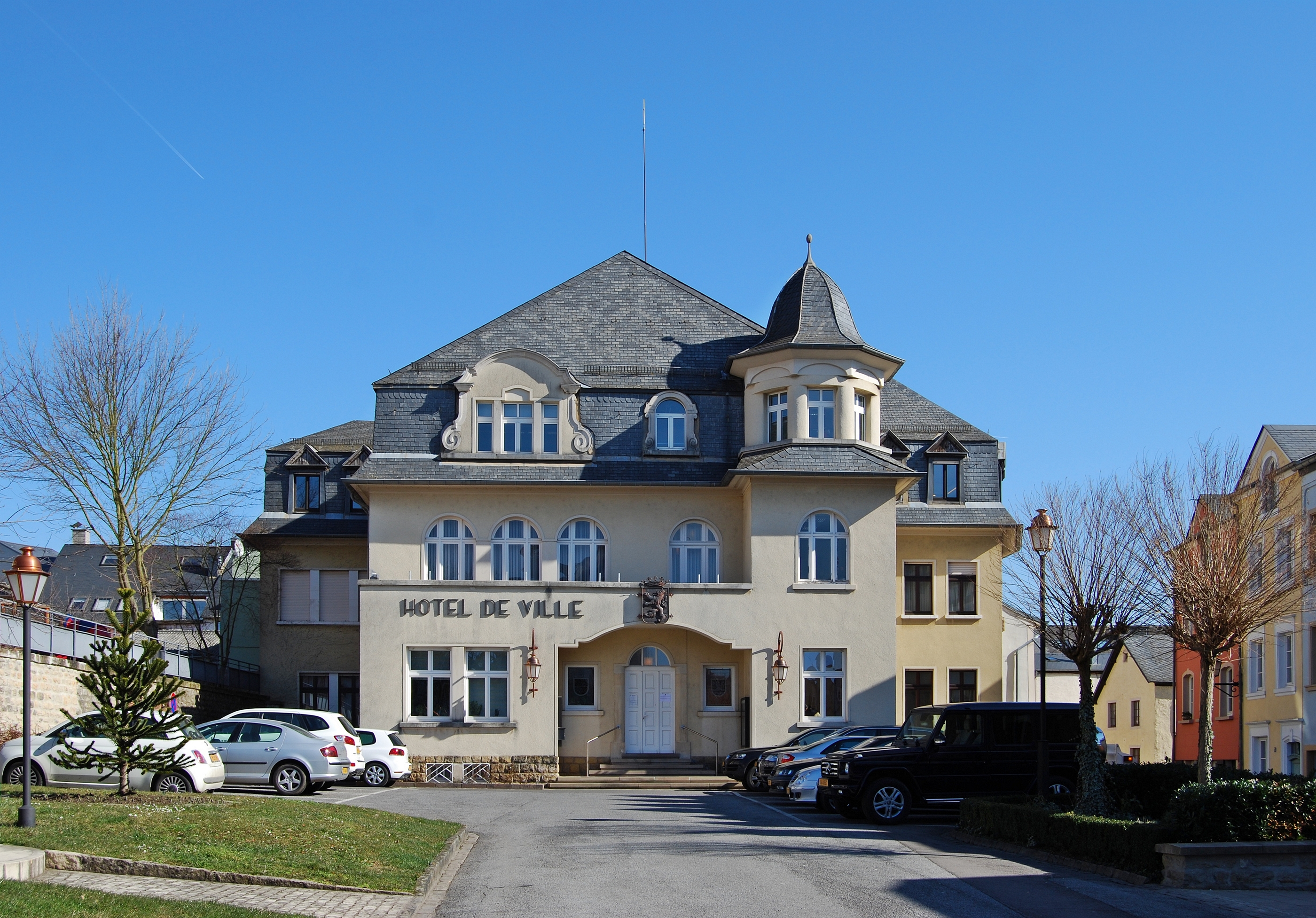
Rathaus
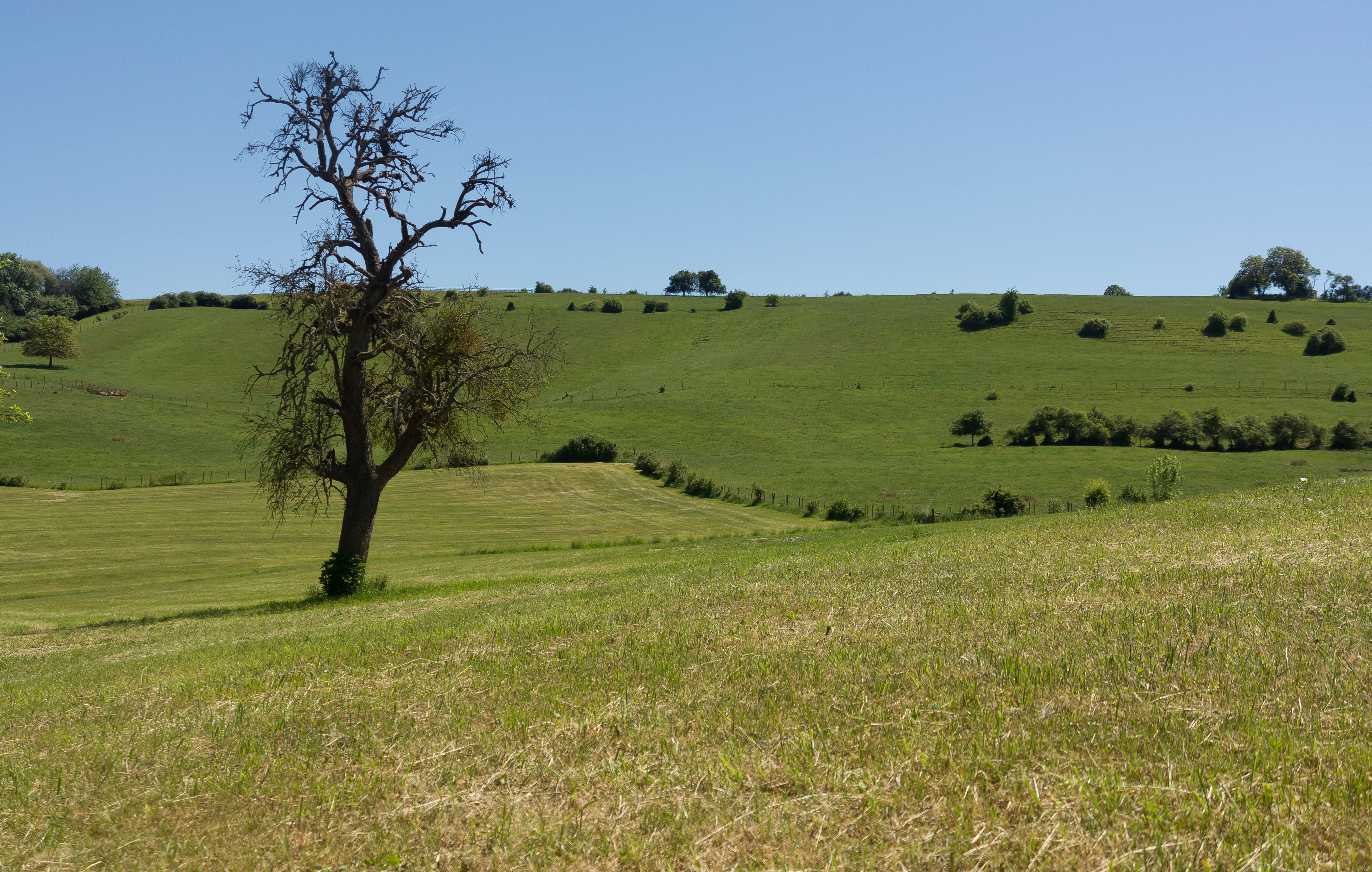
Zwischen Remich and Bous